# Wolfgang Riehm (Mediziner)
Wolfgang Riehm (* 14. Januar 1896 in Halle (Saale); † 29. März 1971 in Amelsbüren) war ein deutscher Ophthalmologe und Hochschullehrer.

## Leben und Werk
Wolfgang Riehm stammte aus der preußischen Provinz Sachsen und war der Sohn eines Studienrats. Von 1914 bis 1918 war er Kriegsfreiwilliger, studierte danach bis 1923 Medizin an den Universitäten Marburg und Halle und promovierte 1923 zum Dr. med. Im gleichen Jahr trat er in den Stahlhelm, Bund der Frontsoldaten ein und wurde 1924 Assistent an der Augenklinik der Universität Halle. 1925 ging er als Assistent an die Augenklinik nach Würzburg. Nach seiner Habilitierung 1928 wurde er Dozent an der Universität Würzburg und trat zum 1. Mai 1933 der NSDAP (Mitgliedsnummer 3.560.790) sowie im selben Jahr der SS bei. 1934 wechselte er als außerordentlicher Professor an die Universität Gießen. 1941 ging er als Professor an die Universität Bonn, wo er 1945 aus dem Dienst entlassen wurde. Er wurde inhaftiert. 1953 ging er als Professor an die Universität Münster. Dort wurde er gleichzeitig Direktor der Augenklinik.

## Schriften (Auswahl)
- Die Verhältnisse des Schlemmschen Kanals bei Hydrophthalmus congenitus. Halle/S. 1923.
- Über Presojod-Schädigung des Auges. In: Klin. Mbl. Augenheilkunde 78 (1927), S. 87.
- Über experimentelle anaphylaktische Keratoconjunctivitis am Kaninchenauge, zugleich ein Beitrag zur Auffassung über die Ätiologie der scrofulösen Augenentzündung. In: Arch. Augenheilk. 99 (1928), S. 438–500.
- Wesen und Behandlung der fokalen Augentuberkulose. Bonn 1942.